# Liste der Monuments historiques in Armancourt (Oise)
Die Liste der Monuments historiques in Armancourt (Oise) führt die Monuments historiques in der französischen Gemeinde Armancourt auf.

## Liste der Bauwerke
| Bezeichnung       | Beschreibung    | Standort | Kennzeichnung | Schutzstatus | Datum | Bild           |
| ----------------- | --------------- | -------- | ------------- | ------------ | ----- | -------------- |
| Kirche Notre-Dame | 16. Jahrhundert | (Lage)   | PA00114483    | Inscrit      | 1949  | weitere Bilder |

## Liste der Objekte
| Bezeichnung                                                                   | Beschreibung                                                    | Standort                        | Kennzeichnung | Schutzstatus | Datum | Bild           |
| ----------------------------------------------------------------------------- | --------------------------------------------------------------- | ------------------------------- | ------------- | ------------ | ----- | -------------- |
| Skulptur des Evangelisten Johannes                                            | Kalkstein, polychrom gefasst, erste Hälfte des 15. Jahrhunderts | in der Kirche Notre-Dame (Lage) | PM60005204    | Inscrit      | 2017  |                |
| Hauptaltar                                                                    | Holz, 17./18. Jahrhundert                                       | in der Kirche Notre-Dame (Lage) | PM60005205    | Inscrit      | 2017  | weitere Bilder |
| Sechs Skulpturen des Hauptaltars                                              | Holz, 17./18. Jahrhundert                                       | in der Kirche Notre-Dame (Lage) | PM60005288    | Inscrit      | 2017  |                |
| Ölgemälde Heiliger Rochus, heiliger Claude und heiliger Sebastian             | 1720                                                            | in der Kirche Notre-Dame (Lage) | PM60005206    | Inscrit      | 2017  |                |
| Ölgemälde Heiliger Rochus, heiliger Claude und heiliger Sebastian             | 1720                                                            | in der Kirche Notre-Dame (Lage) | PM60005289    | Inscrit      | 2017  |                |
| Skulptur Madonna mit Kind                                                     | Kalkstein, zweites Viertel des 14. Jahrhunderts                 | in der Kirche Notre-Dame (Lage) | PM60000040    | Classé       | 1913  |                |
| Fragment eines Bleiglasfensters: Heiliger Bischof, Stifterin, Engel und Dekor | 16. Jahrhundert                                                 | in der Kirche Notre-Dame (Lage) | PM60003604    | Inscrit      | 1982  |                |
| Skulptur des Evangelisten Johannes (?)                                        | Kalkstein, polychrom gefasst, erste Hälfte des 14. Jahrhunderts | in der Kirche Notre-Dame (Lage) | PM60005287    | Inscrit      | 2017  |                |